# Juan de Zabaleta
Juan de Zabaleta (Madrid, 1600-1615 - 1667), escritor, dramaturgo, moralista y escritor costumbrista español, cronista del rey Felipe IV. Por su producción dramática se adscribe a la escuela de Calderón de la Barca.

## Biografía
Se conoce muy poco sobre este autor erudito y moralista. Era muy feo de cara, según un vejamen que le hizo Francisco de Avellaneda cuando ganó en 1660 una justa poética celebrada en Madrid para festejar la traslación de la imagen de la Soledad. Jerónimo de Cáncer, en otro vejamen escrito a fines de 1649, describe el mal paso que sufrió al ser silbada su comedia La honra vive en los muertos:
Este es don Juan de Zabaleta; (...) es excelente poeta, y es de los mayores; ha escrito muy buenas comedias; aunque le sucedió un desmán con la de Aún vive la honra en los muertos, que fue tan mala; pero esta redondilla dirá el suceso de aquel día:
Al suceder la tragedia
del silbo, si se repara,
ver su comedia era cara,
ver su cara era comedia.
Zabaleta compuso comedias de varios ingenios con Jerónimo de Cáncer, con Juan de Matos Fragoso, con Pedro Calderón de la Barca, con Agustín Moreto, Martínez de Meneses, Sebastián de Villaviciosa, Vicente Suárez de Deza, Juan Vélez de Guevara, Rosete y otros dramaturgos sobresalientes de su época. Sostuvo pleitos sobre la herencia de dos mayorazgos que ganó, lo que le supuso dejar de pasar apuros económicos y poder vivir con desahogo en la Corte. Escribió un erudito prólogo a las Obras de su amigo Cáncer impresas en 1651, y varios versos al frente y en elogio de diversos libros. En 1664 enfermó de amaurosis o gota serena y se quedó ciego el 9 de diciembre de ese año, pero aún publicó en 1666 la Historia del Emperador Commodo y en 1667 la colección de sus Obras en prosa por él añadidas y corregidas, muriendo en fecha no precisada.

## Obra
Escribió dos colecciones de cuadros de costumbres, Día de fiesta por la mañana (1654), que es una galería de tipos frecuentes en la Corte, y Día de fiesta por la tarde (1659), que pasa revista a las diferentes diversiones que se dan en ella, so capa de una aparente censura moral. Son útiles por las interesantes informaciones que desgranan sobre la vida cotidiana del Siglo de Oro Español. 
También es importante su Errores celebrados de la Antigüedad (1653) como antecedente del género literario didáctico conocido como ensayo y como avanzadilla del criticismo ilustrado que caracterizará a los novatores y al siglo XVIII. Se trata de un ataque racionalista y crítico contra los errores comunes y prejuicios que nadie se molesta en deshacer, y se encuentra en línea con la Censura de historias fabulosas del novator Nicolás Antonio o con los posteriores discursos del Teatro crítico universal de Benito Jerónimo Feijoo. 
En 1667 aparecieron sus Obras en prosa, que en menos de cien años alcanzaron seis reimpresiones y son en su mayoría moralizantes. Aparte las obras ya nombradas, contienen las siguientes: Theatro del hombre: el hombre, historia y vida del Conde de Matisio (1652), donde se contrapone la vida libertina del Conde Ludovico Matisio a la virtuosa de su padre Roberto; Problemas de la filosofía moral, acompañados de consideraciones morales(1652), donde se tratan de poner en claro doce problemas suscitados por paradojas que experimentan los sentidos o se encuentran en los fenómenos físicos, como por ejemplo por qué parece mayor una moneda sumergida en agua o por qué el sol endurece la arcilla pero ablanda la cera; El emperador Commodo (1666), donde, al igual que en Theatro del hombre, se contrapone la vida malvada del emperador Cómodo a la virtuosa de su padre Marco Aurelio; Milagros de los trabajos, donde en cuatro partes el autor considera el sufrimiento del hombre sobre la tierra y propone formas de que alcance la salud espiritual; e Historia de Nuestra Señora de Madrid, obra devota donde se cuenta la historia de esta imagen y se narran los cuarenta y dos milagros que se le atribuyen.
También compuso Zabaleta una cuantiosa obra dramática, en gran parte escrita en colaboración, que todavía está por recopilar y estudiar debidamente. Poseía ideas propias sobre la honra, que para él no consistía sino en la virtud, y desacreditó las soluciones vengativas a los conflictos de honor que eran tan usuales como solución a los conflictos dramáticos de la época. Por otra parte siente cierta predilección por la clase media a la hora de censurar los vicios humanos. Sus comedias enteramente originales son, según Cayetano de La Barrera, El hijo de Marco Aurelio, escrita en 1644 y refundida como El emperador Cómodo, que parece ser su primera obra dramática; Osar morir da la vida; No amar, la mayor fineza; El hechizo imaginado; La honra vive en los muertos; Cuerdos hay que parecen locos y El Disparate creído, impresa antes con el título de El embuste acreditado y disparate creído como obra de Luis Vélez de Guevara; también la titularon Otro demonio tenemos, y los Encantos de Merlín. Se le atribuye también El ermitaño galán, pero es la misma comedia que La mesonera del cielo de Antonio Mira de Amescua. Es de Zabaleta el baile El hierro viejo.
El estilo de Zabaleta es claro y sencillo en los cuadros de costumbres, pero en los Errores celebrados se muestra retórico y conceptista. En cuanto a su pensamiento, se muestra original y moderno en sus juicios, pese a su condición algo misógina. Defiende a dos profesiones muy atacadas por sus contemporáneos, la de médico y la de funcionario judicial. Sostuvo una polémica intelectual con el padre franciscano de Zaragoza José de la Torre, cuyos Aciertos celebrados de la Antigüedad (1654) intentaban refutar punto por punto los Errores celebrados de Zabaleta, reviviendo la querella sobre la preeminencia de los antiguos o de los modernos, en la cual Zabaleta se decantó por estos últimos. El franciscano se había visto alarmado por el escaso respeto que Zabaleta sentía hacia el argumento de autoridad. Pero el preilustrado Zabaleta no estaba solo, pues Fernando Díez de Leiva publicó unos Antiaxiomas morales. médicos, philosóphicos y políticos o impugnaciones varias en estas materias de algunas sentencias admitidas comúnmente por verdaderas (Madrid, 1682) en que se seguía el mismo método de Zabaleta. Este, sin embargo, ya no podía alegrarse por ello, pues en 1664 enfermó gravemente de gota y murió posteriormente en fecha ignorada.